# Neobisium battonii
Espèce
Neobisium battonii est une espèce de pseudoscorpions de la famille des Neobisiidae.

## Distribution
Cette espèce est endémique des Abruzzes en Italie. Elle se rencontre à San Demetrio ne' Vestini dans les grottes de Stiffe.

## Étymologie
Cette espèce est nommée en l'honneur de Silvano Battoni (1925-1993).

## Publication originale
- Beier, 1966 : Ein neuer Höhlen-Pseudoscorpion aus den Abruzzen. Bollettino della Società Entomologica Italiana, vol. 96, p. 35-36.